# Сидоров, Аркадий Лаврович
Арка́дий Ла́врович Си́доров (27 января (8 февраля) 1900, г. Починки, Лукояновский у., Нижегородская губ. — 11 марта 1966, г. Москва) — советский историк, доктор исторических наук, профессор, специалист по экономической истории России начала XX века.

## Биография
Из крестьянской семьи. В 1917 году окончил Нижегородское реальное училище, продолжил учёбу в партшколе при Нижегородском губкоме РКП (б) (1919—1921). Член РКП(б) с 1920 года. В 1923 году окончил лекторскую группу исторического отделения Коммунистического университета им. Я. М. Свердлова, в 1928 году — Институт красной профессуры (отделение истории). Находился на партийной работе в Нижнем Новгороде, Чите, Владивостоке и Хабаровске. В 1934 году — секретарь парткома «Дальпромстроя» в Комсомольске-на-Амуре.
В июле 1935 года исключён из ВКП(б) и отстранён от работы, восстановлен в апреле 1936 года решением ЦКК при ЦК партии с переводом в редакцию журнала «Историк-марксист». С 1937 года работал в Институте истории АН СССР (учёный секретарь, заведующий сектором, докторант), с 1938 года — на историческом факультете МГУ. До 1941 года также преподавал историю СССР в МГПИ имени В. П. Потёмкина и Военно-политической академии.
Участник Великой Отечественной войны. С октября 1941 года воевал в рядах народного ополчения, затем — в составе 3-й Московской коммунистической стрелковой дивизии, с января 1942 года — в должности инструктора по пропаганде 664-го стрелкового полка на Северо-Западном фронте. Участвовал в боях под Москвой, на Калининском и Западном фронтах, дважды был ранен. В мае 1942 года был откомандирован в резерв Главного Политуправления РККА и направлен в Комиссию по истории Великой Отечественной войны при Президиуме АН СССР. Как сотрудник, а затем руководитель отдела (сектора) в 1943—1945 годах выезжал для сбора материалов в войска Западного, Степного, Юго-Западного фронтов, в Харьков, Германию и Чехословакию.
В феврале 1943 года защитил диссертацию на соискание степени доктора исторических наук «Экономика России в период Первой мировой войны 1914—1917 гг.», профессор (1946). Преподавал в МГИМО (1945—1949, в 1948—1949 годах — заведующий кафедрой) и АОН при ЦК ВКП(б)/КПСС (с 1946). В 1948—1952 годах проректор Московского университета по научной и учебной работе гуманитарных факультетов. На этом посту не поддержал в 1948 году идею организации в университете восточного факультета; позднее руководил кампанией по «борьбе с космополитизмом», в результате которой были уволены профессора И. И. Минц, И. М. Разгон, Н. Л. Рубинштейн и др. С 1949 года заведовал кафедрой истории СССР исторического факультета МГУ, в 1953—1959 годах заведующий кафедрой истории СССР периода капитализма и директор Института истории АН СССР. Способствовал увольнению из Института по политическим мотивам академика А. М. Деборина. Председатель научного совета АН СССР «Исторические предпосылки Великой Октябрьской социалистической революции» (1957—1966). Участвовал в Международных конгрессах исторических наук в Риме (1955), Стокгольме (1960) и Вене (1965), а также выступал с докладами на различных международных конференциях.
Один из инициаторов многотомных публикаций документов по истории российских монополий, революции 1905—1907 годов и Октябрьской революции. Ответственный редактор 45—80 томов «Исторических записок» (1954—1966), член редакционных советов 2-го издания «Большой советской энциклопедии», «Советской исторической энциклопедии», многотомных «Всемирной истории» и «Истории СССР с древнейших времён до наших дней», «Очерков истории исторической науки в СССР», «Истории Великой Отечественной войны 1941—1945 гг.» (тт. 1—6), журнала «Исторический архив» (1955—1962) и др. Соавтор ряда вузовских учебников истории.
Похоронен на Новодевичьем кладбище Москвы на участке 4 рядом с женой и сыном.

## Научная деятельность
А. Л. Сидоров доказывал самостоятельный характер развития российского капитализма, не считая его полностью зависимым от иностранных инвестиций. При этом отмечалась противоречивость развития, выражающаяся в сочетании зрелых форм капитализма (монополий) с докапиталистическими укладами. Создал собственную школу исследователей российской экономики начала XX века, ставшую основой т. н. нового направления в советской историографии.
Первым из исследователей социально-экономической истории Первой мировой войны привлёк в качестве источника материалы Особого совещания по обороне. Опубликовал «Дневник полковника С. А. Рашевского» (1954), «Дневник кн. Екатерины Алексеевны Святополк-Мирской за 1904—1905 гг.» (1965), воспоминания С. Ю. Витте (тт. 1—3, 1960) и ряд других источников.
Четверть века своей научной работы Аркадий Лаврович посвятил изучению истории российской экономики в Первой мировой войне, впервые собрав материал об эвакуации промышленности из угрожаемых районов в тыл, проведённой впервые в мировой практике.

## Награды
- орден Отечественной войны II степени (10.06.1945)
- орден Красной Звезды (16.04.1942)
- орден «Знак Почёта» (27.03.1954)
- медали

## Основные работы
Книги
- «Русско-японская война. Первая буржуазно-демократическая революция в России: 1905—1907 гг.» (1951, в соавт.);
- «Очерки истории СССР (1907 — март 1917)» (1954, редактор);
- «Финансовое положение России в годы Первой мировой войны (1914‒1917)» (1960);
- «Исторические предпосылки Великой Октябрьской социалистической революции» (1970);
- «Экономическое положение России в годы Первой мировой войны» (1973). -- Москва: Наука. -- 656 с. -- Тираж 2000 экз.

Статьи
- Мелкобуржуазная теория исторического процесса (А. П. Щапов) // Русская историческая литература в классовом освещении. Т. 1. М., 1927;
- Влияние империалистической войны на экономику России // Очерки по истории Октябрьской революции. т. 1. М.-Л., 1927;
- Экономическая программа Октября и дискуссия с «левыми коммунистами» // Пролетарская революция. 1929. № 6, 11;
- Последний временщик последнего царя // Вопросы истории. 1964. № 10—11, 1965. № 1—2.